# ゴフの地図

ゴフの地図。北は地図の左側に向けられている。

ゴフの地図(英語: Gough Map)あるいはボードリーの地図(英語: Bodleian Map)

は、中世後期のグレートブリテン島の地図。
ブリテン島の道路地図としては現存最古のものであるが、正確な作成時期は不明。1809年、リチャード・ゴフがボードリー図書館にこれを遺贈したことにちなみこの名で呼ばれるようになった。ゴフがこの地図を手に入れたのは1774年、古物収集家であるトーマス・マーティンの邸宅においての事であった
。
数多くの複製が作成され、クイーンズ大学ベルファストはインターネットでオンライン版を公開している。
地図の大きさは115×56cmである。